# Boles Acres
Boles Acres statisztikai település az új-mexikói Otero megyében, az Amerikai Egyesült Államokban. A 2020-as népszámláláson a lakosság száma 1788 fő volt.

## Népesség
| Lakosok száma | 1172 | 1638 | 1788 |
|               | 2000 | 2010 | 2020 |

### Demográfia
A 2020-as népszámlálás idején a település lakosságának száma 1788 fő volt. Ennek az 1788 főnek 75,4%-a fehér, 12,2%-a legalább két rassz tagja, míg a maradék 12,4% csak egy kisebbséghez tartozik. A lakosság közel 16%-a a szegénységi határ alatt él.